# 東有田村
東有田村（ひがしありたむら）は、大分県日田郡にあった村。現在の日田市の一部にあたる。

## 地理
有田川の上中流、同支流・求来里川流域の山間部に位置していた。

## 歴史
- 1889年（明治22年）4月1日、町村制の施行により、日田郡東有田村、羽田村が合併して村制施行し、東有田村が発足[1][2]。旧村名を継承した東有田、羽田の2大字を編成[2]。
- 1955年（昭和30年）3月31日、日田市に編入され廃止[1][2]。

## 産業
- 農業、木炭[2]